# Conops atratus
Conops atratus är en tvåvingeart som beskrevs av Camras 1962. Conops atratus ingår i släktet Conops och familjen stekelflugor.
Artens utbredningsområde är Kenya. Inga underarter finns listade i Catalogue of Life.